# Myszoryjek przylądkowy
Myszoryjek przylądkowy (Myosorex varius) – gatunek ssaka z rodziny ryjówkowatych (Soricidae).

## Średnie wymiary
- Długość ciała – 6-11 cm
- Długość ogona – 3-5,5 cm

## Występowanie
Występuje w Afryce Południowej aż do rzeki Limpopo.

## Tryb życia
M. varius jest najprawdopodobniej najbardziej prymitywnym przedstawicielem swojej rodziny ryjówkowatych. W żuchwie ma o dwa zęby więcej niż pozostałe gatunki, dzięki czemu wykazuje duże podobieństwo do niektórych ssaków wymarłych, ale oprócz tego nie różni się zbytnio od innych ryjówkowatych. Ryjówka ta nie wykopuje norek, ani nie korzysta z cudzych nor, lecz w ciągu dnia szuka schronienia w szczelinach i zagłębieniach w ziemi. Z odgryzionych źdźbeł traw buduje gniazdo służące jej jako miejsce na sen oraz wychowanie młodych.

## Rozmnażanie
Samica rodzi od 2 do 4 młodych w każdym z 6 miotów w ciągu roku.